# Castello dell'Atalaya
Il castello dell'Atalaya, o castello di Villena (in spagnolo castillo de la Atalaya, lett. "castello dell'avvistamento", o castillo de Villena), è una fortificazione situata sopra il monte de San Cristóbal, nel comune spagnolo di Villena, che domina l'antica linea di confine tra la Castiglia e l'Aragona.

## Storia
Il castello fu costruito in un'epoca sconosciuta, ma comunque non posteriore al XII secolo, dato che alcune fonti arabe lo citano nel 1172.
Restaurato in diverse occasioni, è stato dichiarato monumento histórico-artístico nel 1931.
Gli scavi di restauro dell'inizio del XXI secolo hanno portato alla luce tracce di edifici di diversa epoca e stile, islamica e cristiana.

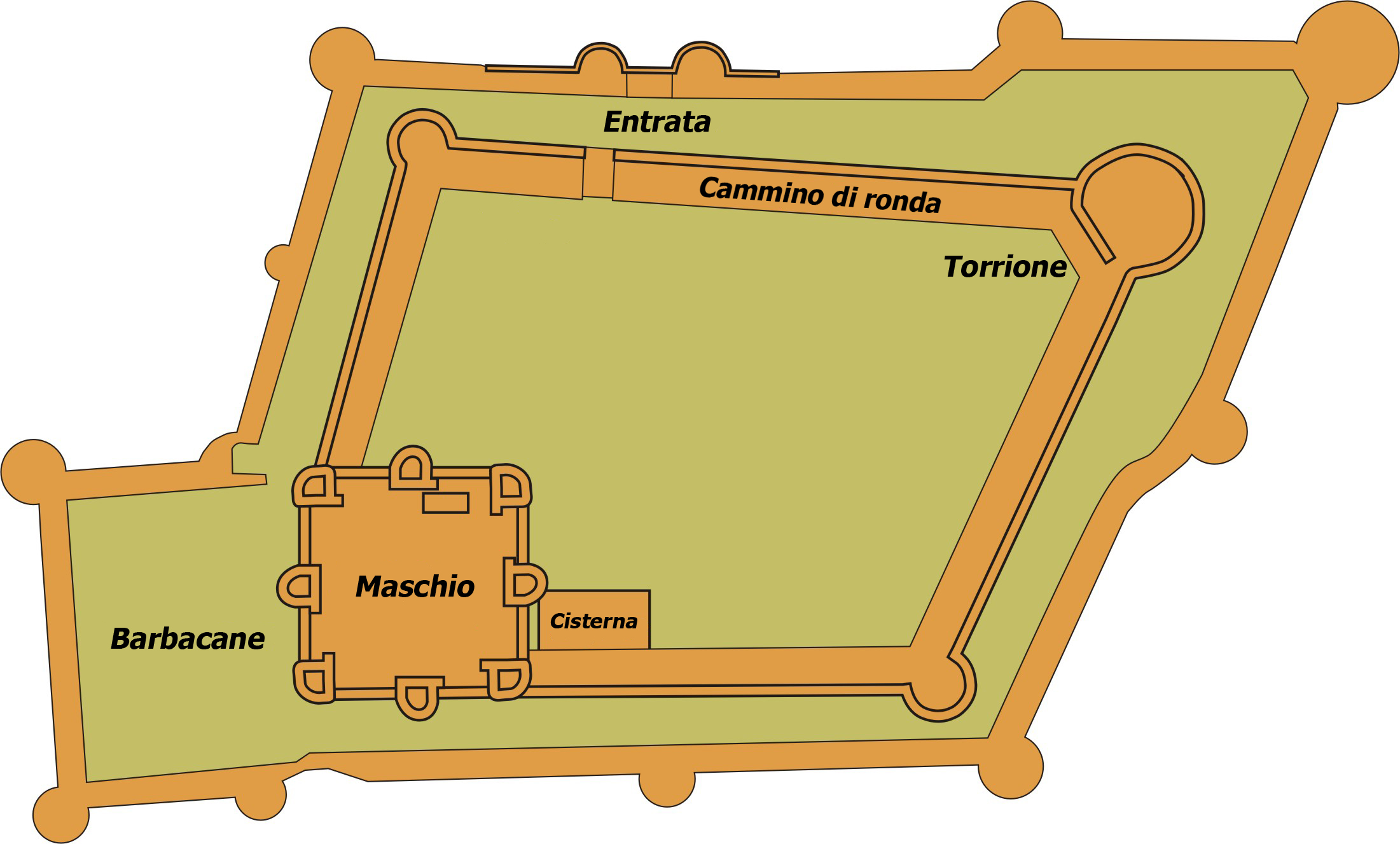
Pianta del castello